# Milo (sèrie de televisió d'animació de 2003)
Milo és una sèrie de televisió d'animació francesa creada per Bruno Desrasses i creada el 2003. Al Quebec, es va emetre a partir de 2004 a Mini TFO. A França la sèrie es va emetre l'any 2006 a France 5 al programa Debout les Zouzous, i a Tiji.

## Sinopsi
En Milo és un conillet amable i burxó que viu aventures divertides i que pretén que els nens entenguin millor què és bo i dolent.

## Repartiment
- Catherine Bonneau: Milo[1]
- Camille Cyr-Desmarais: Judith / la mare d'en Milo / l'àvia d'en Milo
- Daniel Picard: el pare d'en Milo / l'avi d'en Milo
- Aline Pinsonneault: Thomas / Vincent